# Euphyia perseverata
Euphyia perseverata är en fjärilsart som beskrevs av Holloway 1979. Euphyia perseverata ingår i släktet Euphyia och familjen mätare. Inga underarter finns listade i Catalogue of Life.